# Lithocarpus tabularis
Lithocarpus tabularis Y.C.Hsu & H.Wei Jen – gatunek roślin z rodziny bukowatych (Fagaceae Dumort.). Występuje naturalnie w Chinach – w południowo-wschodnim Junnanie. 

## Morfologia
PokrójZimozielone drzewo dorastające do 30 m wysokości.
LiścieBlaszka liściowa jest skórzasta, owłosiona od spodu i ma podługowaty kształt. Mierzy 15–25 cm długości oraz 6–8 cm szerokości, jest całobrzega, ma klinową lub zbiegająca po ogonku nasadę i wierzchołek od ostrego do spiczastego. Ogonek liściowy jest nagi i ma 30–40 mm długości.
OwoceOrzechy o kulistym kształcie, dorastają do 12–15 mm długości i 10–20 mm średnicy. Osadzone są pojedynczo w miseczkach mierzących 15–20 mm długości i 25–28 mm średnicy. Orzechy są całkowicie otulone w miseczkach.

## Biologia i ekologia
Rośnie w wiecznie zielonych lasach. Występuje na wysokości około 1500 m n.p.m. Kwitnie od kwietnia do maja, natomiast owoce dojrzewają od października do listopada.